# هارولد گارتنر
هارولد گارتنر (انگلیسی: Harald Gärtner؛ زادهٔ ۳۰ نوامبر ۱۹۶۸) بازیکن فوتبال اهل آلمان است.
از باشگاه‌هایی که در آن بازی کرده‌است می‌توان به باشگاه فوتبال هانوفر ۹۶، باشگاه فوتبال یان رگنسبورگ، باشگاه فوتبال فورتونا دوسلدورف، باشگاه فوتبال فرایبورگ، باشگاه فوتبال دارمشتات ۹۸، و باشگاه فوتبال آدمیرا واکر مودلینگ اشاره کرد.